# لوئیس گازمن
لوئیس گازمن (به انگلیسی: Luis Guzmán) (زاده ۲۸ اوت ۱۹۵۶) بازیگر پورتوریکویی است.
از فیلم‌های معروف او می‌توان به بازی در فیلم‌های مشکل دوچندان، سرگذشت ناگوار، داستان‌های لمونی اسنیکت، قاچاق، کنت مونت کریستو و آخرین مقاومت، اعتماد، انتظار...، دو اور، عشق پریشان، داندی کروکودیل ۲، آرتور، نظافتچی، کیک تولد، پدر روحانی، ۹/۱۱، رؤیاپردازان، مبارزه، راه کابوی، یک پلیس سرسخت، دو مرد در شهر، پورتوریکویی‌ها در پاریس و پشت‌بام‌ها اشاره کرد.